# لولورث (كامبريدجشير)
لولورث (بالإنجليزية: Lolworth)‏ هي قرية و أبرشية مدنية تقع في المملكة المتحدة في إنجلترا. يقدر عدد سكانها بـ 136 نسمة .